# ムーサー (イルハン朝)
ムーサー（ペルシア語：موسى Mūsā,　? - 1337年）は、イルハン朝の対立ハン（在位：1336年 - 1337年）。イルハン朝第6代君主バイドゥの子アリーの息子。ペルシア語資料ではムーサー・ハーン（موسى خان Mūsā Khān）と記される。

## 生涯
第10代君主のアルパ・ケウンが恐怖政治を行い、アルパの即位に反対するオイラト部族のアリー・パーディシャーによって、1336年に擁立された。アルパが処刑された後単独のハンとなるが、他の傍流一族であるムハンマドをハンに擁するタージュ・ウッディーン・ハサン・ブズルグ（大ハサン）と戦ったが敗れ、後ろ盾のアリーが戦死する。
1337年、ホラーサーンの将校アリー・ジャファルに擁立されたトガ・ティムールと同盟、合流して大ハサンとの戦闘に向かうが、マラーガで大ハサンの軍に遭遇すると、トガ・テムルは戦闘前に軍を連れて逃走した。ムーサーは部下のオイラト部族とともに抗戦するが捕らえられて7月10日に殺された。